# Himalayamol
De himalayamol (Euroscaptor micrurus)  is een zoogdier uit de familie van de mollen (Talpidae). De wetenschappelijke naam van de soort werd voor het eerst geldig gepubliceerd door Hodgson in 1841.

## Kenmerken
Dit kleine en slanke dier is optimaal aangepast aan een leven onder de grond. De voorpoten zijn bezet met scherpe klauwen, de kop bevat piepkleine oogjes, korte oren en een kale, gevoelige snuit.
Het heeft een dichte fluwelige bruine vacht met zilverglans. Het lichaamsgewicht bedraagt 7 tot 10 cm, de staartlengte 1 tot 2 cm en het gewicht 50 tot 70 gram.

## Leefwijze
Dit solitaire dier is vermoedelijk steeds 3 tot 4 uren achter elkaar in beweging, het doorkruist dan zijn gangenstelsel en graaft er nieuwe tunnels bij, waarna een rustpauze wordt ingelast. Per worp worden 3 tot 4 jongen geboren.

## Verspreiding
Deze soort komt voor in Zuid- en Zuidoost-Azië.

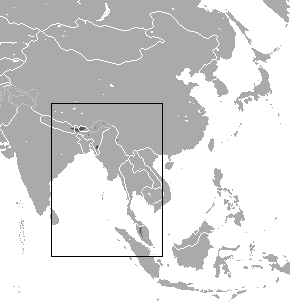
Verspreidingsgebied